# Пятнистая мена
Пятнистая мена (лат. Mene maculata) — вид лучепёрых рыб из отряда ставридообразных (Carangiformes), единственный в роде мен (Mene) и в семействе меновых (Menidae). Ранее семейство относили к отряду окунеобразных.

## Описание

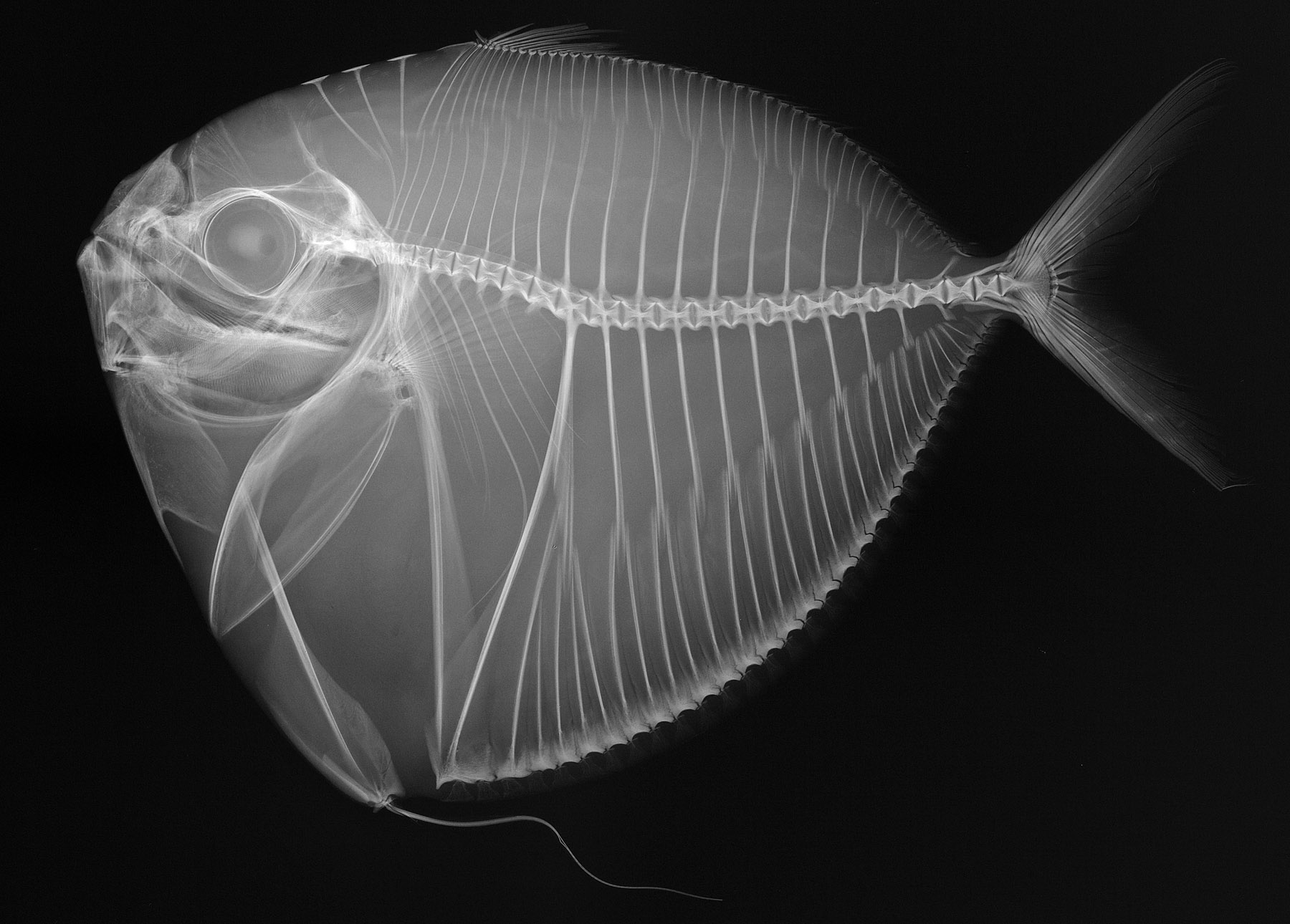
Рентгеновский снимок рыбы

Максимальная длина тела 30 см, обычно до 20 см. Тело дисковидное, почти плоское. Имеется острый киль в грудной части. У молодых экземпляров 10 колючих лучей спинного плавника достаточно четко различимы, образуя собой переднюю, наиболее высокую часть плавника. Мягкая часть плавника состоит из 34—36 мягких лучей, широко расставленных друг от друга. На рентгеновских снимках кпереди от спинного плавника выявляются 3 рудиментарные interspinalia; за ними, впереди первого колючего луча спинного плавника есть лежащий горизонтально, обращённый вершиной вперед крупный колючий луч, погруженный в кожу и имеющий свой опорный элемент. Рот выдвижной, способным вытягиваться в длинную трубку. Брюшные плавники с 1 крепким колючим коротким лучом, его внутренняя поверхность с глубокой выемкой, в которую вкладываются основания слившихся первых двух мягких лучей, образующих собой длинную пластинку. Боковая линия с двумя ветвями: первая проходит по середине верхней половины тела от середины верхнего края крышечной кости и до основания предпоследних лучей спинного плавника. Вторая ветвь идёт от середины верхнего края крышечной кости резко поднимаясь вверх, а потом поворачивает назад к началу основания спинного плавника. Окраска с серебристыми боками и брюшком и зеленовато-синей спиной с двумя-тремя рядами темно-зелёных пятен.

## Ареал
Вид широко распространен в тропической зоне Тихого и Индийского океанов. Граничной зоной ареала этой прибрежной придонно-пелагической рыбы являются воды Южной Африки и Японии. Обитают преимущественно в приглубинных участках рифов, но может иногда попадаться и в опреснённых эстуариях. Обитает на глубинах 50—200 м.